# Wexford FC
Wexford Football Club är en fotbollsklubb från Wexford i Irland. 

## Placering tidigare säsonger
| Säsong | Nivå | Liga             | Placering | Referens | Kommentar                             |
| ------ | ---- | ---------------- | --------- | -------- | ------------------------------------- |
| 2007   | 2    | First Division   | 9         | [ 1 ]    |                                       |
| 2008   | 2    | First Division   | 7         | [ 2 ]    |                                       |
| 2009   | 2    | First Division   | 6         | [ 3 ]    |                                       |
| 2010   | 2    | First Division   | 7         | [ 4 ]    |                                       |
| 2011   | 2    | First Division   | 10        | [ 5 ]    |                                       |
| 2012   | 2    | First Division   | 4         | [ 6 ]    |                                       |
| 2013   | 2    | First Division   | 5         | [ 7 ]    |                                       |
| 2014   | 2    | First Division   | 4         | [ 8 ]    |                                       |
| 2015   | 2    | First Division   | 1         | [ 9 ]    | Uppflyttad till Premier Division 2016 |
| 2016   | 1    | Premier Division | 11        | [ 10 ]   | Nedflyttad till First Division 2017   |
| 2017   | 2    | First Division   | 7         | [ 11 ]   |                                       |
| 2018   | 2    | First Division   | 9         | [ 12 ]   |                                       |
| 2019   | 2    | First Division   | 10        | [ 13 ]   |                                       |
| 2020   | 2    | First Division   | 10        | [ 14 ]   |                                       |
| 2021   | 2    | First Division   | 10        | [ 15 ]   |                                       |
| 2022   | 2    | First Division   | 6         | [ 16 ]   |                                       |
| 2023   | 2    | First Division   | 4         | [ 17 ]   |                                       |
| 2024   | 2    | First Division   | 3         | [ 18 ]   |                                       |